# Lista över Stockholms högsta byggnader

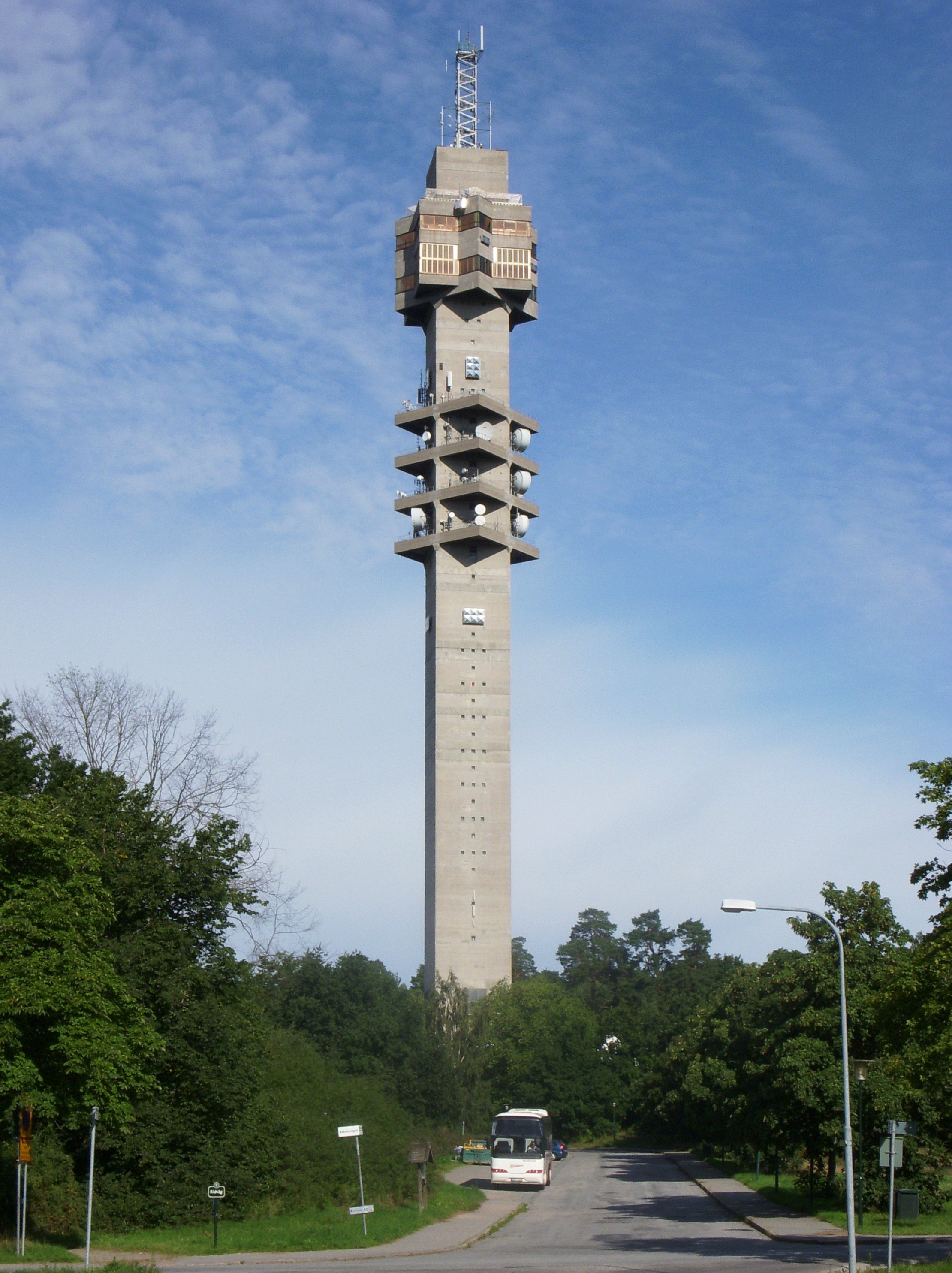
Kaknästornet, Stockholms högsta byggnad.

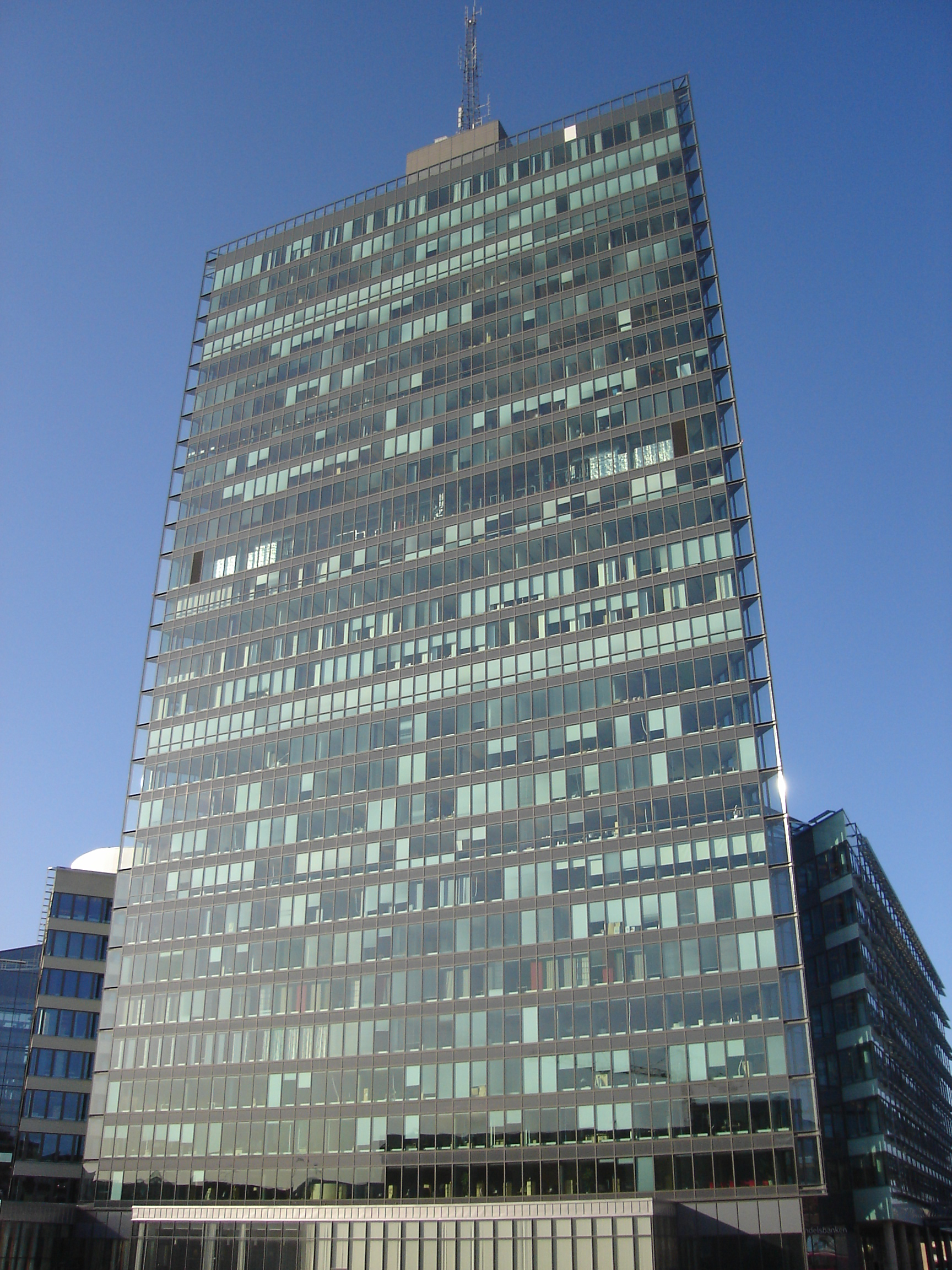
Kista Science Tower, Stockholms högsta hus.

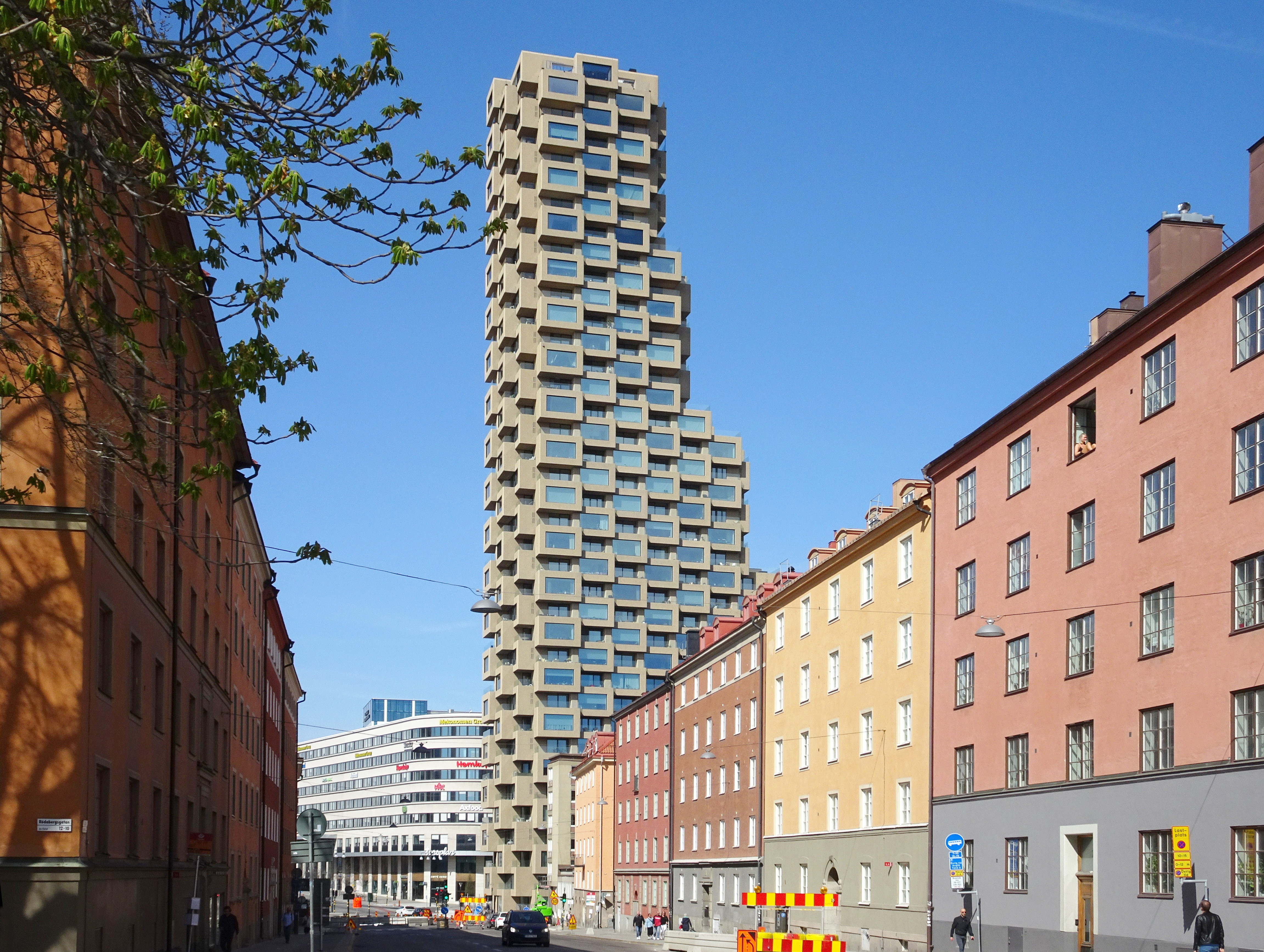
Innovationen,Stockholms näst högsta hus.

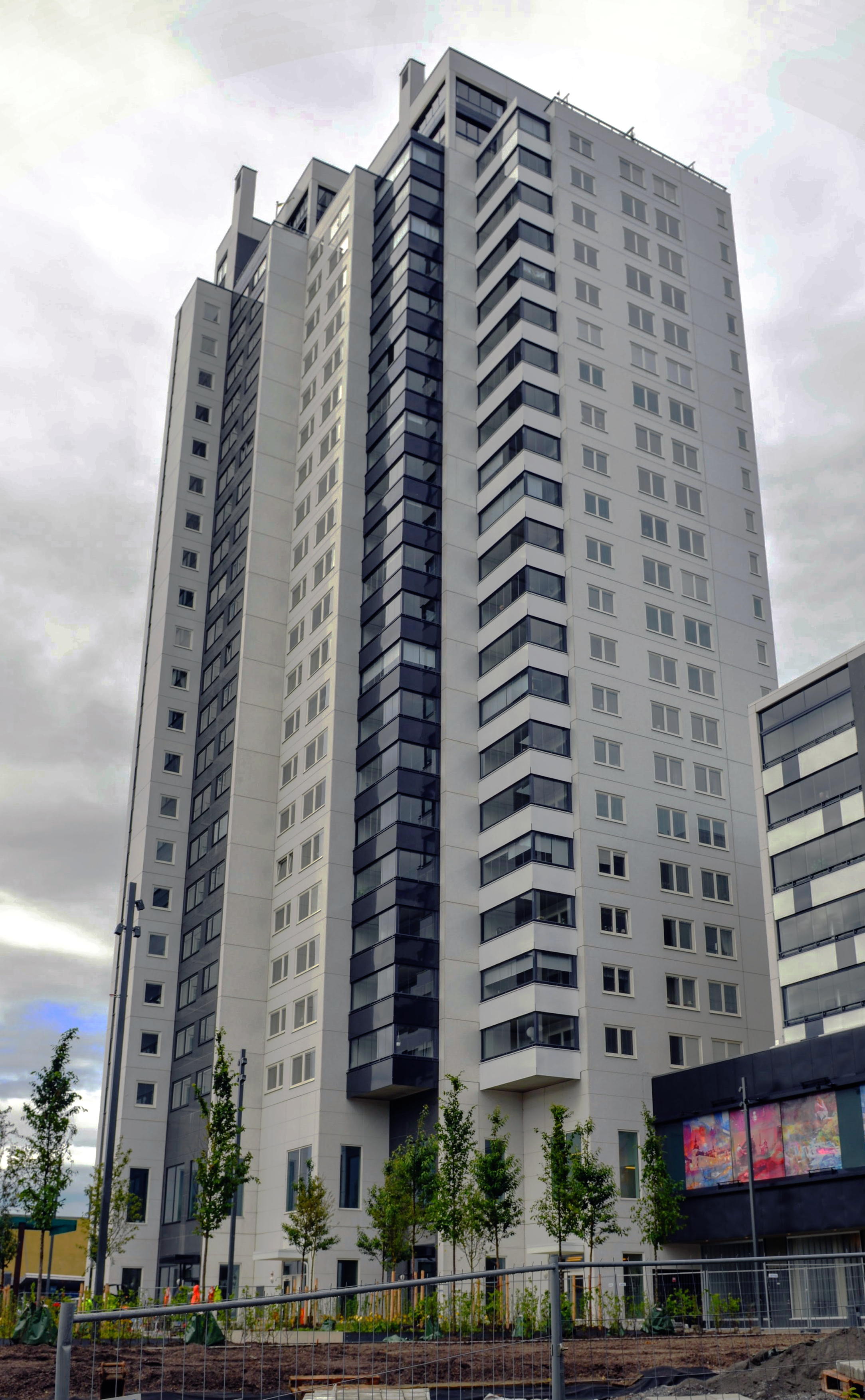
Tyresö View i juli 2015.

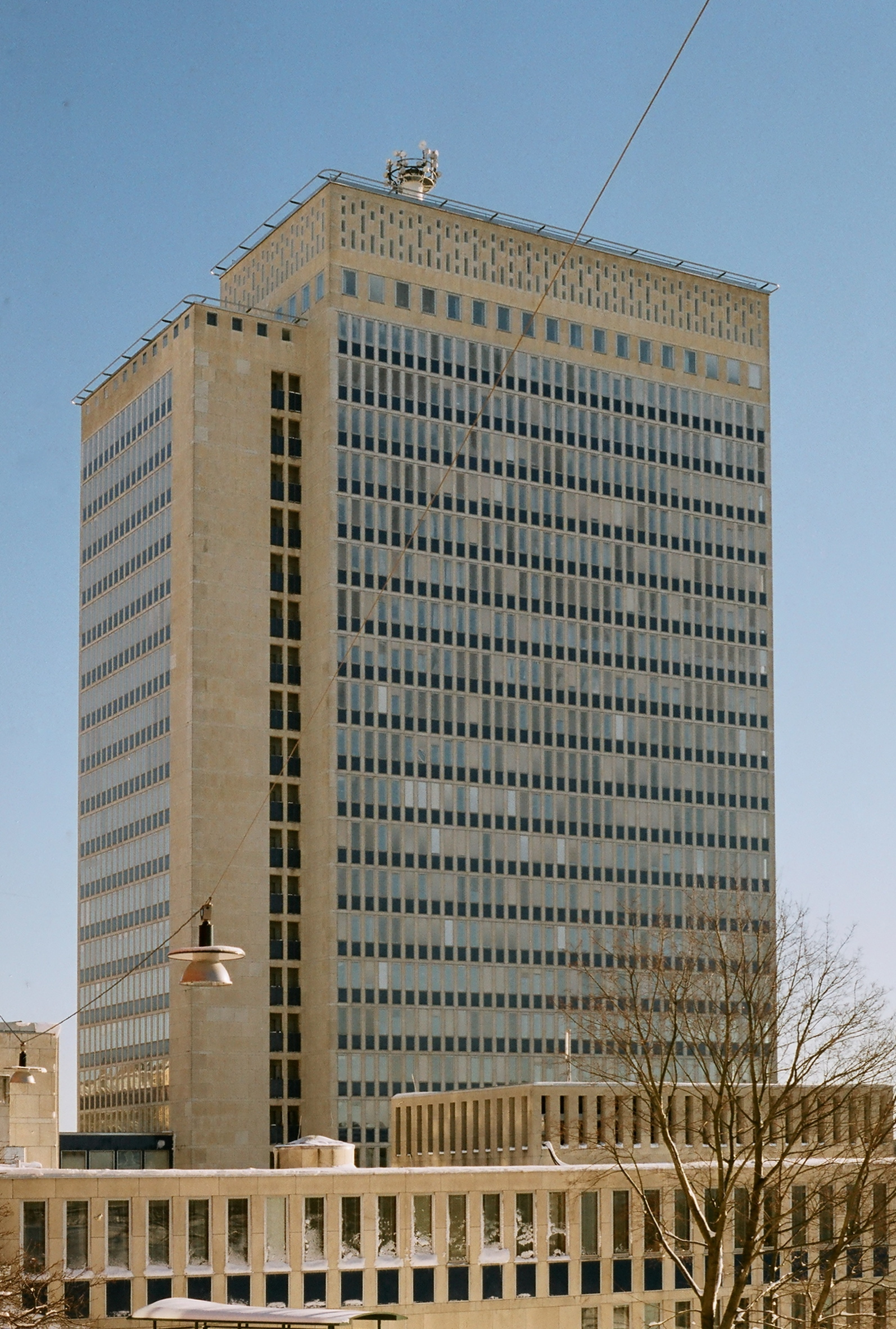
Folksamhuset, från 1959, är en av de fyra högsta byggnaderna uppförda före 1960.

Lista över de högsta byggnaderna i Stockholms län.

## Färdigställda byggnader
| Byggnad                   | Stadsdel         | Höjd (m) | Våningar | Inflyttningsår |       |
| ------------------------- | ---------------- | -------- | -------- | -------------- | ----- |
| Kaknästornet              | Gärdet           | 155      | 34       | 1967           |       |
| Kista Science Tower       | Kista            | 123,9    | 32       | 2003           |       |
| Norra tornen Innovationen | Vasastaden       | 120      | 35       | 2018           |       |
| Kista torn                | Kista            | 120      | 35       | 2015           |       |
| Victoria Tower            | Kista            | 117,6    | 34       | 2011           |       |
| Klara kyrka               | Norrmalm         | 116      | -        | 1590           |       |
| Stockholms stadshus       | Kungsholmen      | 106      | -        | 1923           |       |
| Norra tornen Helix        | Vasastaden       | 104      | 30       | 2020           |       |
| Sthlm 01                  | Hammarby sjöstad | 99       | 27       | 2020           |       |
| Kajplats 6                | Liljeholmen      | 87,6     | 27       | 2022           |       |
| Skatteskrapan             | Södermalm        | 86       | 26       | 1959           |       |
| Globen                    | Johanneshov      | 85       | -        | 1989           |       |
| DN-skrapan                | Marieberg        | 84       | 26       | 1964           |       |
| Arlandatornet             | Arlanda          | 83       | -        | 2001           |       |
| Tyresö View               | Tyresö kommun    | 82       | 23       | 2014           |       |
| Quality Hotel Friends     | Arenastaden      | 81,5     | 24       | 2013           |       |
| K7                        | Liljeholmen      | 80       | 24       | 2022           |       |
| Strato                    | Södermalm        | 80       | 19       | 2021           | [ 2 ] |
| Folksamhuset              | Södermalm        | 79       | 24       | 1959           |       |
| Kvarteret Lusten          | Stadshagen       | 78       | 24       | 2012           |       |
| Kajen 4                   | Liljeholmen      | 75       | 24       | 2014           |       |
| Kajen 5                   | Liljeholmen      | 75       | 24       | 2017           |       |
| Wenner-Gren Center        | Vasastaden       | 74       | 25       | 1962           |       |
| Scandic Talk Hotel        | Älvsjö           | 72       | 19       | 2006           |       |
| Söder torn                | Södermalm        | 71,8     | 24       | 1997           |       |
| Scandic Infra City        | Upplands Väsby   | 70       | 24       | 1991           |       |
| S:t Johannes kyrka        | Stockholm        | 70       | -        | 1890           |       |
| Havstornet                | Norrtälje        | 69       | 23       | 2021           | [ 3 ] |
| Kungsholmsporten          | Stadshagen       | 68       | 20       | 2011           |       |
| Fyrtornet Dalénum         | Lidingö          | 68       | 22       | 2020           | [ 4 ] |
| Arenastaden 1             | Solna            | 67       | 21       | 2015           | [ 5 ] |
| Arenastaden 2             | Solna            | 67       | 21       | 2015           | [ 5 ] |
| Arenastaden 3             | Solna            | 67       | 21       | 2015           | [ 5 ] |
| Arenastaden 4             | Solna            | 67       | 21       | 2019           | [ 5 ] |
| Arenastaden 5             | Solna            | 67       | 21       | 2019           | [ 5 ] |
| Nacka Forum               | Nacka            | 63       | 18       | 1989           |       |
| Scandic Hotel Ariadne     | Gärdet           | 62       | 17       | 1989           |       |
| Scandic Continental       | Norrmalm         | 62       | 17       | 2016           | [ 6 ] |
| Hötorgshus 1              | Norrmalm         | 61       | 19       | 1960           |       |
| Hötorgshus 2              | Norrmalm         | 61       | 19       | 1962           |       |
| Hötorgshus 3              | Norrmalm         | 61       | 19       | 1962           |       |
| Hötorgshus 4              | Norrmalm         | 61       | 19       | 1962           |       |
| Hötorgshus 5              | Norrmalm         | 61       | 19       | 1966           |       |
| Bonnierhuset              | Vasastaden       | 61       | 18       | 1949           |       |
| Södra Kungstornet         | Norrmalm         | 61       | 17       | 1925           |       |
| Norra Kungstornet         | Norrmalm         | 60       | 16       | 1924           |       |
| Globen City               | Johanneshov      | 58       | 16       | 1988           |       |
| Sportpalatset             | Kungsholmen      | 58       | 16       | 1930           |       |
| Sankt Erikspalatset       | Kungsholmen      | 58       | 16       | 1910           |       |
| Alviks Torn               | Alvik            | 56,7     | 18       | 2014           |       |
| Sweco-huset               | Kungsholmen      | 56       | 14       | 1962           |       |
| Marmorlunden              | Södermalm        | 55       | 17       | 1952           |       |
| Nyponet                   | Östermalm        | 54,5     | 19       | 1958           |       |
| Svea torn                 | Gärdet           | 49,9     | 16       | 2007           |       |
| Dallasskrapan             | Råsunda          | 46,8.    | 16       | 1985           |       |

## Pågående projekt
| Byggnad     | Stadsdel         | Höjd (m) | Våningar | År    | Status           |
| ----------- | ---------------- | -------- | -------- | ----- | ---------------- |
| Gasklockan  | Hjorthagen       | 97       | 28       | 2026? | laga kraft       |
| Sopranen    | Hagastaden       | 51       | 17       | 2021  | Under uppförande |
| Telefonplan | Midsommarkransen | 143      | 32       | ?     | Under planering  |

## Projekt som aldrig blev av
Två skyskrapor planerades vid Telefonplan under projektnamnet Tellus Towers. Det högsta huset planerades ursprungligen att bli 300 meter, men efter flera omarbetningar lades projektet ned år 2020.
Stockholmsfyren var ett projekt som planerades att byggas vid Lidingöbron. Som högst var det 215 meter högt. Projektet lades ner 2015.

### Allmänna källor
- Skyscraperpage